# Ariarathes III của Cappadocia
Ariarathes III (Tiếng Hy Lạp cổ: Ἀριαράθης, Ariaráthēs; cai trị từ 262 hay 255-220 TCN), con trai của Ariamnes vua của Cappadocia,và là cháu trai của Ariarathes II.Ông kết hôn với Stratonice, con gái của  Antiochos II Theos, vua của Syria với người vợ Laodice I. Ông đã được chia sẻ một phần chính quyền trong thời gian cha ông tại vị.Vào năm 250 TCN, ông là vị vua đầu tiên của Cappadocia tự xưng danh hiệu (basileos). Ông  được biết là đã cùng phe với Antiochus Hierax trong chiến tranh chống lại Seleukos II Kallinikos. Ông còn được biết đến là đã mở rộng thêm vương quốc của mình bằng việc đưa Cataonia xuống dưới sự cai trị của mình.  Ông là cha của  Ariarathes IV.